# 向居謙
向居謙（琉球語：／  ?；1825年7月25日—1883年1月6日）和名浦添親方朝昭（琉球語：／ ），琉球第二尚氏王朝政治家、歌人。
向居謙出生在向氏浦添殿內家族裡，為該家族第十四世當主，其父為三司官向良弼（國吉親方朝章）。1869年，向居謙曾作為年頭使出使薩摩藩。1872年，向居謙取代反日派的毛允良（龜川親方盛武），出任首席三司官。同年日本在琉球設置琉球藩。1873年，向居謙作為琉球使者前往日本東京交涉。1876年，因日本禁止琉球向清朝朝貢，向居謙派遣向德宏（幸地親雲上朝常）、林世功（名城里之子親雲上）秘密出使清朝，要求清朝就此事同日本交涉。
1879年，日本派松田道之前往琉球，欲廢除琉球國。向居謙作為首席三司官參與談判，但談判最終失敗，琉球被吞併，沖繩縣成立。為籠絡人心，向居謙被任命為沖繩縣顧問。
向居謙與另外兩名三司官毛鳳來（富川親方盛奎）、馬兼才（與那原親方良傑）都希望對恢復琉球藩的統治。向居謙以琉球為中心、毛鳳來活躍於中國、馬兼才活躍於日本，三人都為此而活動。1883年逝世。
琉球王族尚球稱讚向居謙是謹厚真君子。松田道之亦稱讚他是能吏。